# Calpanthula guinensis
Calpanthula guinensis van Beneden, 1897 è un antozoo della famiglia Botrucnidiferidae. È l'unica specie del genere Calpanthula.